# Compiègne
Compiègne este un oraș în Franța, sub-prefectură a departamentului Oise din regiunea Picardia. Localitatea se află la 80 km nord de Paris. În apropierea orașului s-a semnat la data de 11 noiembrie 1918 armistițiul între puterile Antantei și Germania, moment ce a însemnat încheierea primului război mondial.

## Istoric
În data de 17 iulie 1794, în contextul Marii Terori, cele 16 călugărițe carmelite din oraș, Martirele din Compiègne⁠(fr)[traduceți], au fost ghilotinate la Paris. Drama lor constituie subiectul operei Dialogues des carmélites de Francis Poulenc.